# Taleporia isozopha
Taleporia isozopha är en fjärilsart som beskrevs av Edward Meyrick 1936. Taleporia isozopha ingår i släktet Taleporia och familjen säckspinnare. Inga underarter finns listade i Catalogue of Life.